# ケミ川 (フィンランド)
座標: 北緯65度46分 東経24度27分 / 北緯65.77度 東経24.45度
ケミ川（フィンランド語: Kemijoki, 北部サーミ語: Giemajohka, スウェーデン語: Kemi älv）は、フィンランド北部のラップランド地方を流れる河川で、長さは550キロメートルとフィンランドで最も長い。

## 地理

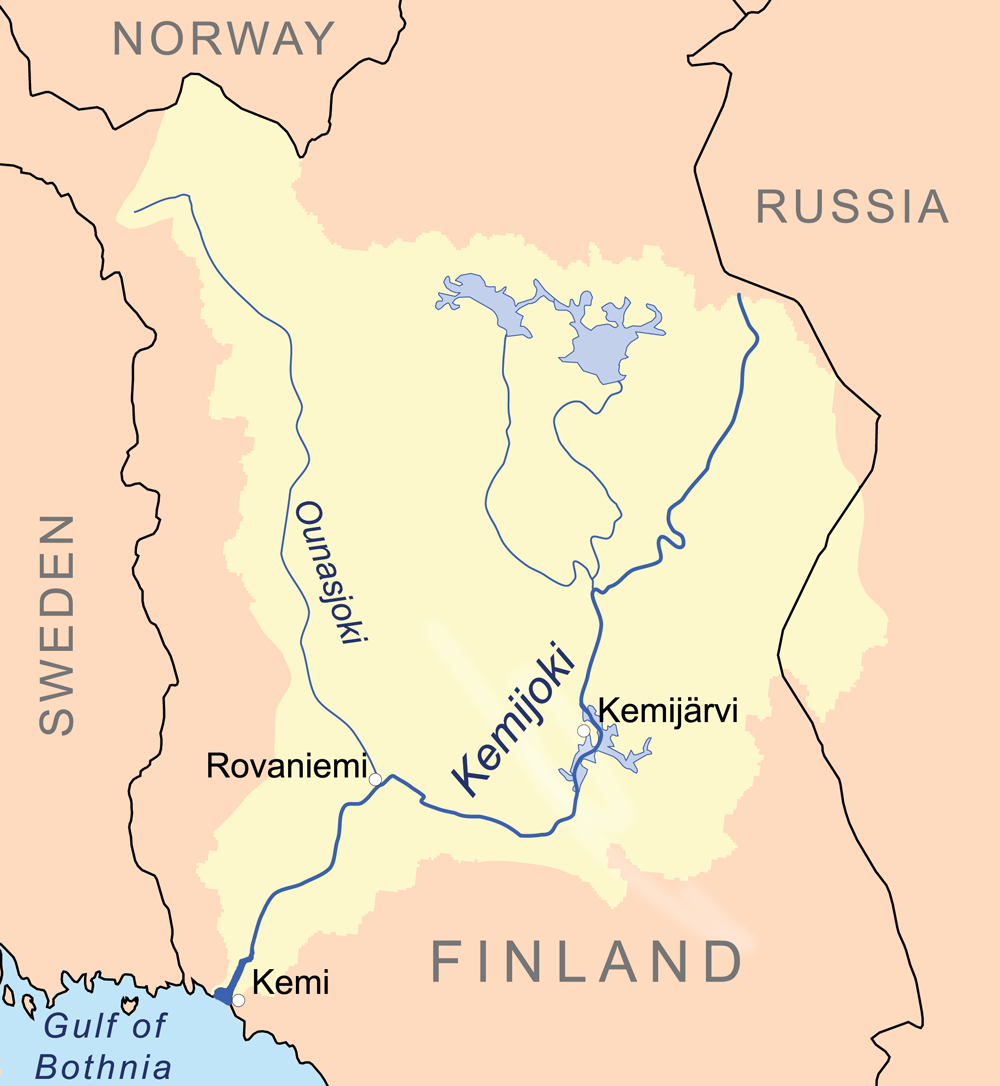
ケミ川の流路（Kemijokiと書かれた太い青線）と、その集水域（薄い黄色で塗られた部分）。

ケミ川は、Naltiohaara、Keskihaara、Kemihaara の3つの川がラッピ州（ラップランド州）北東部のサヴコスキで合流してケミ川となり、多くの支流をあわせながらラッピ州を南西へと流れる。
サビュコスキ（Savukoski）で Tenniönjoki川が、ペルコセンニエミ（Pelkosenniemi）で Vuotos川、および Luiro川と合流したばかりの Kikin川が、ケミヤルヴィ（Kemijärvi）でケミヤルヴィ湖から出た川が合流する。ラッピ州最大の都市ロヴァニエミ市では、ケミ川最大の支流オーナス川（Ounasjoki）が合流している。バルト海北端のボスニア湾に面した港湾都市ケミで、ケミ川は海へと注いでいる。下流ではケミ川の幅は広がり、湖のような水面となる。
流域面積は51,127平方キロメートルで、フィンランド領ラップランドの相当の部分が流域に含まれているほか、ノルウェー領、ロシア領にも流域が若干またがっている。

## 水力発電

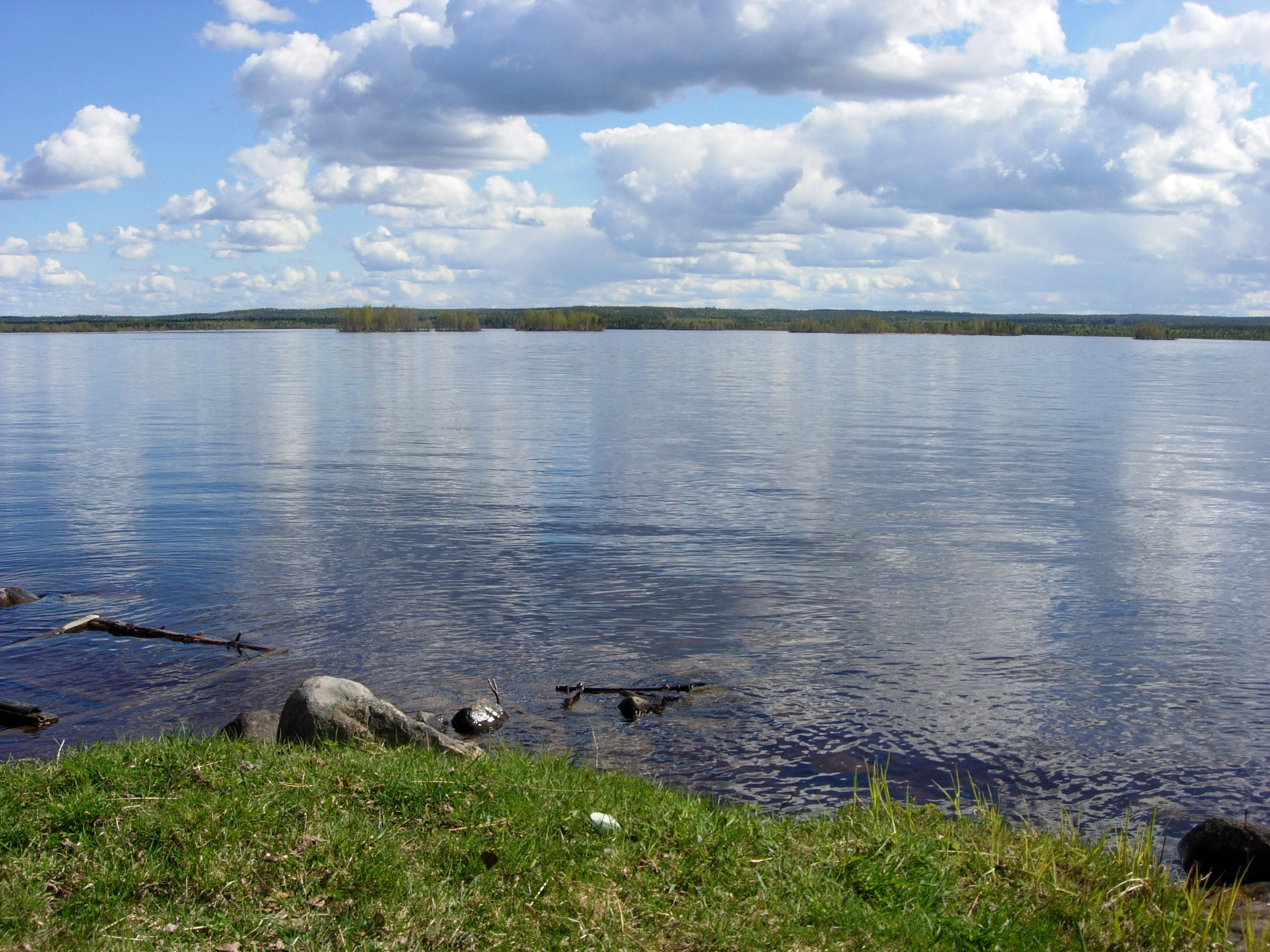
ロヴァニエミの下流30キロのMuurolaを流れるケミ川。

ケミ川における最初の水力発電所は第二次世界大戦後の1946年に Isohaara に建設され、1948年に操業開始した。以後、現在までに18ヶ所の水力発電所が建設された。うち16ヶ所の発電所をKemijoki Oy社が、残りは Pohjolan Voima Oy社が保有し、2003年でその総発電量は4.3 TWh に達しており、フィンランドの水力発電の34.5%を占めている。水力発電のため多数のダムが川を堰き止めてダム湖を形成しているが、ダム建設以前はサケ類の魚が豊富に獲れる川であった。